# Fnatic
Fnatic (вимовляється як 
«фнатик», також пишеться як «fnatic» або «FNATIC») — професійна кіберспортивна організація зі штаб-квартирою в Лондоні, Велика Британія. Заснована 23 липня 2004 року. Команда налічує гравців з усього світу в таких іграх як Counter-Strike 2, League of Legends і Dota 2, Vainglory й інших.
Команда Fnatic у League of Legends здобула перемогу на першому в історії League of Legends Чемпіонаті Світу, а також утримує рекорд по перемогам на регіональному чемпіонаті League of Legends. У літньому спліті 2015 року LCS EU, команда стала першою командою регіону, яка закінчила спліт не переможеною. Через їх досягнення LoL команда Fnatic вважається найкращою західною командою в історії гри.
Команда у Counter-Strike, теж вважається одним з найкращих у історії через три чемпіонських титули на CS: GO Major турнірах, а також через низку перемог на інших турнірах, як в CS 1.6, так і в CS: GO. Команда складається виключно з шведських гравців.

## Історія
Організація була заснована 23 липня 2004 року Семом Метьюзом і Енном Метьюзом. У 2012 році, після декількох років гри, Патрік «cArn» Саттермон, гравець Counter-Strike, закінчив ігрову кар'єру та став головним менеджером кіберспортивного напряму Fnatic, а Воутер Слеіджферс замінив Енна Метью як генерального директора у 2015 році, в той час як Сем Метьюз став головою ради.
У період між 2008 і 2009 роками, головними спонсорами Fnatic були Micro-Star International і SteelSeries, команда навіть змінювала назву на Fnatic.MSI. З 1 червня 2011 року в партнерстві з Fnatic, EIZO випустили серію своїх ігрових моніторів.
У 2006 році Fnatic підписали World of Warcraft команду. Представниками Fnatic в світі Warcraft спільноти були гравці під такими нікнеймами: TooGood, Vo0 та Ztrider. WoW підрозділ посів високі місця на найкращих світових змаганнях, включаючи BlizzCon, Intel Extreme Masters і Major League Gaming.
У 2007 році Fnatic підписали контракти з гравцями у DotA. Представниками команди у DotA стали Ріттер «Ritter» Руслі, Ромі «Melen» Гунаван, Аріянто «Lakuci» Соні, Сугіарто «Bahamut» Таяді, Джефрі «Neo» Лу. До Fnatic вони були відомі як XCN DotA.
У 2008 році DotA ростер претерпів змін. Новими представниками команди стали Едвін «Kwon» Бьорджесон, Джонатан «Loda» Берг, Расмус «Misery» Причал, Рене «Kebap-» Вернер і Арінгазін «Aidar» Айдар.
У 2010 році підрозділ Heroes of Newerth був реорганізований. До нього увійшли Йохан «N0tail» Сундстеіл, Кеіл «Trixi» Саарінен, Хенрік «Freshpro» Хансен, Яша «Nova» Маркус і Таі «Fly» Айзік.
У січні 2012 року Fnatic знайшли нового спонсора — Raidcall. З новим титульним спонсором, Fnatic відкрила ігровий дім в Південній Кореї і стала першою не-корейською кіберспортивною командою, з ігровим будинком в Сеулі.
У 2012 році Fnatic взяли колишню команду GamersLeague по Dota 2 для того, щоб конкурувати з іншими топ-командами того часу. Команда посіла четверте місце на ESWC, але незабаром після того, покинула Fnatic.
У 2015 році Fnatic оголосили про повернення до Dota 2, придбавши команду під назвою «Team Malaysia».
1 жовтня 2015 року вебсайт спортивних ставок Dafabet став спонсором Fnatic.

## Поточні команди

#### Counter-Strike 2[13]
- Фредді «KRiMZ» Йоханссон
- Александре «bodyy» Пянаро
- Тім «nawwk» Йоханссон
- Бенджамін «blameF» Бремер
- Матуш «MATYS» Шимко

#### Dota 2
- Ньенгнара «23savage» Тирамаханон
- Кам Бун «Moon» Сенг
- Дэріл «iceiceice» Кох Пей Сян
- Джардел «DJ» Магпусті
- Ануча «Jabz» Джиравонг
- Лі «SunBhie» Чон-дже(Тренер)

#### Heroes of the Storm
- Понтус «Breez» Сжорген
- Доб «Quackniix» Йонгштром
- Філіп «Smexystyle» Лільестром
- Бенджамін «BadBenny» Еекенулв
- Томас «Ménè» Кайлло

#### League of Legends

##### Основний склад
- Пол «sOAZ» Бойєр
- Мадс «Broxah» Брок-Педерсен
- Расмус «Caps» Вінтер
- Мартін «Rekkles» Ларссон
- Джессі «Jesiz» Лі

##### Гравці заміни
- Габріель «Bwipo» Рау
- Джессі «Jesiz» Ле

#### Vainglory
- Денніс «TetnoJJ» Клаус
- Деніс «Nettetoilette» Хаінзмерн
- Алессандро «Palmatoro» Палмаріні

#### Rocked League
- Ніколай «Snaski» Вістесен Андерсен
- Александр «Sikii» Карелін
- Ніколай «Maestro» Банг

## Counter-Strike: Global Offensive
Коли Fnatic перейшли на Counter-Strike: Global Offensive, вони стали однією з найкращих команд у світі. Одразу ж після цього Fnatic оголосили про підписання Xyp9x & JOKERN. З новим ростером команда здобула 3/4 місце на EMS Season 1 Finals.
Наприкінці 2013 року, Fnatic виграли свій перший великий турнір в Counter-Strike: Global Offensive під керівництвом свого нового лідера, Маркуса «pronax» Воллстена. У 2014 році Fnatic взяли 2 гравців екс-LGB — Олофа «olofmeister» Кайбьєраі Фредді «KRiMZ» Йоханссона. На цьому перемоги команди не скінчилися, вони здобули чемпіонство на ESL One Катовіце 2015, а 24 серпня 2015 року Fnatic перемогли на ESL One Cologne. Через ці великі перемоги та ще 11 інших міжнародних титулів, деякі вважають Fnatic найсильнішою командою, з коли-небудь зібраних в історії CS:GO.
У листопаді 2015 року, після декількох провальних виступів, pronax вирішив взяти паузу від професійного CS: GO. Він був замінений Деннісом «Dennis» Едманом, який перейшов до Fnatic з G2. У грудні 2015 року, Fnatic перемогли NiP з рахунком 2-1 і забезпечили собі друге чемпіонство Fragbite Masters. Після перемоги на Fragbite Masters, Fnatic відновили першу позицію в рейтингу HLTV.org, а на сьогодні залишаються серед найкращих команд світу.

## Dota 2
З 30 березня 2012 року, гравці підрозділу Fnatic в HoN, що складався з Йохана «N0tail» Сундстеіла, Кеіла «Trixi» Саарінена, Хенріка «Freshpro» Хансена, Яши «Nova» Маркуса і Таі «Fly» Айзіка офіційно перейшов на Dota 2. На початку вересня того ж року, склад команди був доопрацьований з додаванням Кая «H4nn1» Ханбукерса і Калле "Тріксі" Саарінена, останній замінив Яшу «Nova» Маркуса.
У 2014 році Fnatic розлучилися зі своєю Dota 2 командою.
У 2015 році Fnatic оголосили про повернення до Dota 2, придбав команду під назвою «Team Malaysia».
Fnatic зупинились на четвертому місці на The International 2016.
В кінці серпня 2017 року організація зібрала новий склад із західних гравців. Місцем дислокації команди стала країна під назвою Малайзія, яка відноситься до Південно-Східного регіону професійного сезону Доту 2.

## League of Legends
Сезон 1
Fnatic увійшли до League of Legends сцени в березні 2011 року, підписавши контракти з гравцями myRevenge. Два місяці по тому, команда, що складається з xPeke, LaMiaZeaLoT, Shushei, CyanideFI, Mellisan і MagicFingers здобуває право на участь у чемпіонаті світу першого сезону. Fnatic добре виступили під час чемпіонату і після тяжкої серії с заключним рахунком 2-1, вони коронувалися чемпіонами світу першого сезону.
Сезон 2
У сезоні 2 і передсезонні, команда брала участь в четвертому Intel Extreme Masters, де вони досягли чвертьфіналу. Після цього команда втратила багатьох своїх гравців. У період з червня по вересень 2012 року, Shuhei, Mellisan, Pheilox і Lamii перейшли до інших команд і були замінені на sOAZ і nRated.. Після таких змін команда не змогла кваліфікуватися на чемпіонат світу Сезону 2, програвши в регіональному фіналі Counter Logic Gaming EU.
Сезон 3
У третьому сезоні Fnatic вербують Rekkles'а та виграють на DreamHack Winter 2012. Окрім цього команда зайняла другі місця на IPL 5 в Лас-Вегасі та IEM Season VII — Global Challenge в Кельні. Завербований взимку Rekkles не відповідав мінімальним вимогам до віку для участі в LCS EU і був замінений на YellOwStaR.
У 2013 рік Fnatic виграла весняний спліт, але під час літнього спліта, команда боролася і вирішила, що зміна гравця була необхідна. У липні 2013 року Fnatic оголосила про зміни. nRated покинув команду і YellOwstaR, колишній керрі AD, змінив роль, щоб грати на чемпіонах підтримки, Puszu приєднався до команди в їх кельнському будинку, щоб стати новим AD Керрі колективу. Fnatic пізніше виграли літній спліт і кваліфікувалися на Чемпіонат Світу в Лос-Анджелесі.
Fnatic вийшли в чвертьфінал проти Cloud9, які вважалися найкращою командою в Північній Америці на той час. Після перемоги над Cloud9 з рахунком 2-1, Fnatic вийшла в півфінал, де їх очікували Royal Club Huang Zu. Програвши китайським гравцям команда посіла третє місце і закінчила свій виступ на Чемпіонаті світу.
Сезон 4
У 2014 Rekkles повернувся в команду і Fnatic забезпечили собі третій титул LCS після перемоги над SK Gaming в плей-офф фіналу весняного спліту. Літній Спліт пройшов по тому ж сценарію що й весняний, але в фіналі Fnatic програли проти Alliance, але навіть після програшу в матчі, Fnatic мали достатньо очок, щоб поїхати на чемпіонат світу 2014 року.
Fnatic попали до групі C, разом з Samsung Blue, OMG і Lmq. Команда виграла тільки 2 з 6 матчів, а це означало, що вони пройдуть до плей оффу.
Сезон 5 
У 2015 sOAZ, Rekkles, xPeke і Cyanide покинули Fnatic і були замінені на Huni, Reignover, Febiven і Steeelback.
Fnatic виграли літній спліт 2015 року, після перемоги над UoL 19 квітня 2015 в Мадриді, Іспанія. Пізніше вони візьмуть участь у Mid-Season Invitational, міжнародному турнірі за участю найкращих команд кожного регіону. В якому колектив закінчив груповий етап з рахунком 2-3 і пробився в плей-офф. В першому раунді плей оффа Fnatic виступили проти екс-чемпіона світу SK Telecom T1 та програли 2-3.
У літньому спліті 2015 року, Fnatic стали першою командою LCS, яка завершила регулярну частину не переможеною, закінчивши літній спліт з рахунком 18:0. Після цього вони здобудуть перемогу проти Origen у плей офф регіонального фіналу і квоту на Чемпіонат Світу.
У 2015 році Fnatic грали у групі В, та вийшли з неї з рахунком 4:2. У чвертьфіналі вони перемогли китайську команду EDward Gaming з рахунком 3-0. У півфіналі команда програла KOO Tigers з рахунком 0:3, та посіла ¾ місце.
Сезон 6
2016 року команду лишили HUNI, Reignover і Yellowstar. Було оголошено, що вони будуть замінені на Spirit, Gamsu та NoxiaK.
У літньому спліті 2016 році команда не могла знайти себе, але з заміною NoxiaK на Klaj  світ побачив покращення у Fnatic. Команда закінчила спліт на шостому місці і пробилася в плей-офф, де вони перемогли команду Vitality з рахунком 3:1, але програли, майбутнім чемпіонам, G2 Esports 3-1 в півфіналі. Після цього, команда перемогла H2K Gaming, та забезпечила третє місце в загальному заліку.
Через місяць, Fnatic оголосили про повернення Yellowstar в весняному спліті 2016 року.
13 травня 2016 року, Fnatic оголосили, що команду покинув Нох Ен-Джин, більш відомий як Gamsu. Gamsu був з командою протягом 7 місяців, вступивши разом зі своїм корейським колегою і другом, Dayun «Spirit» Лі, на початку сезону 2016 року. Він був замінений колишнім гравцем G2 Esports — Матеушем «Kikis» Сцудраеком. Kikis дебютував з Fnatic під час 8-го тижня LCS EU. Fnatic закінчили регулярну частину літнього спліту на четвертому місці після поразки від Н2к-Gaming. Після цього Fnatic розлучились з головним тренером Луїсом «Deilor» Севільєю і замінили його на Ніколаса «NicoThePico» Кошкарда.